# Moisés Caicedo
Moisés Isaac Caicedo Corozo, mais conhecido como Moisés Caicedo (Santo Domingo, 2 de novembro de 2001) é um futebolista equatoriano que atua como volante. Atualmente joga no Chelsea.

## Carreira

### Início
Nascido em Santo Domingo, no Equador, Moisés teve uma infância humilde com sua família e seus nove irmãos, tendo nascido em um bairro tranquilo, mas perigoso por ter muitas gangues.

### Independiente del Valle
Atuou na base do Espoli e do Colorados SC, além de peladas pelas ruas de seu bairro, até que com 13 anos foi notado e recebeu uma oportunidade de jogar na base do Independiente del Valle, tendo recebido uma ajuda de um professor que morava em seu bairro, sendo que o professor acordava-o nas manhãs para ir ao treino, arcava com sua alimentação e passagens pois Moisés e sua família não tinham condições financeiras para arcar com os custos.
Caicedo sempre foi um dos destaques do clube base, tendo ganhado alguns torneios como o Torneio Mitad Del Mundo, Torneo Internacional Sub-17 na Espanha e a Generation Adidas Cup em 2017. Também fez parte do elenco campeão da Copa Libertadores Sub-20 de 2020, após vencer o River Plate por 2–1, sendo o capitão da equipe nessas conquistas.

#### 2019
Fez sua estreia pelo time principal do Independiente del Valle em 1 de outubro, na vitória por 1–0 sobre a LDU,  em jogo do Campeonato Equatoriano.

#### 2020
Em 20 de julho, Caicedo teve seu contrato renovado até 2024, já que no acordo anterior ele ia até 2023.
Teve uma atuação memorável na goleada de 5–0 sobre o Flamengo na 3.a rodada da fase de grupos da Libertadores, tendo feito um gol nas concedendo uma assistência. Em 22 de setembro, fez um dos três gols do del Valle da vitória de 3–0 sobre o Júnior Barranquilla, na 4.ª rodada da Libertadores.
Ao todo atuou em 31 jogos pelo del Valle, fazendo 6 gols e 2 assistências.

### Brighton & Hove Albion

#### 2021–22
Em 1 de fevereiro de 2021, foi anunciado sua contratação pelo Brighton & Hove Albion por uma taxa de 4,5 milhões de euros, assinando até junho de 2025. Em 10 de fevereiro de 2021, Caicedo foi relacionado pela primeira vez à equipe principal do Brighton, na derrota por 1–0 para o Leicester na FA Cup, porém não atuou. Foi selecionado pelo jornal L'Equipe como um dos 50 melhores jogadores Sub-20 do mundo em 2021, devido a suas atuações pelo del Valle.

#### Brighton Sub-23
Devido a sua lenta adaptação ao clube, o então técnico Graham Potter achou melhor cede-lo ao Sub-23 para Caicedo se preparar melhor antes de estrear oficialmente.
Fez sua estreia pelo Sub-23 em 26 de fevereiro de 2021, sendo a derrota de 3–1 para o Manchester City Sub-23. Fez ainda mais dois jogos na categoria: em 12 de março no empate de 0–0 com o Manchester United Sub-23 e na goleada de 5–0 sobre o Southampton em 9 de abril.

#### Principal
Fez sua estreia pela equipe principal do Brighton em 24 de agosto, na vitória por 2–0 sobre o Cardiff City, contribuindo com uma assistência para o 2.º gol de sua equipe feito por Andi Zeqiri.

#### Empréstimo ao Berschoot
Após ter disputado apenas um jogo pelo Brighton, em 31 de agosto foi anunciado o empréstimo de Caicedo para o Beerschot, até junho de 2022. Fez sua estreia em 18 de setembro, na derrota 3–1 para o Oostende na 8.ª rodada da Jupiler League, entrando aos 79 minutos do 2.º tempo no lugar de Ismaila Coulibaly. Fez seu primeiro gol pelo clube belga em 27 de outubro, na vitória de 4–0 sobre o Francs Borains em jogo da Copa da Bélgica, ajudando sua equipe a avançar para a próxima fase.
Fez seu 2º gol pelo clube belga em 21 de novembro, na vitória de 2–0 sobre o Genk na 15ª rodada da Campeonato Belga. Ao todo atuou em 14 partidas, fez dois gols e concedeu uma assistência.

### Retorno ao Brighton

#### 2021–22
Em janeiro, foi chamado do empréstimo de volta ao Brighton para suprir as baixas de Enock Mwepu (lesão) e Yves Bissouma (convocado à seleção). Apesar de retornar ao clube, novamente ficou sem espaço no time principal com o técnico Graham Potter, tendo sido novamente integrado ao Sub-23 do clube e disputado sua primeira partida pelo time Sub-23 na temporada em 11 de março, vencendo o Everton por 4–2.
Em sua estreia pela Premier League de 2021–22 em 9 de abril, concedeu uma assistência para o segundo gol de sua equipe feito por Enock Mwepu que garantiu a vitória de 2–1 sobre o Arsenal. Fez seu primeiro gol pelos Seagulls em 7 de maio na goleada de 4–0 sobre o Manchester United na 37ª rodada da Premier League, tendo Caicedo feito o primeiro gol da partida.

#### 2022–23
Por suas atuações em agosto, Caicedo foi eleito o melhor jogador do clube no mês, superando Alexis Mac Allister e Pascal Groß. Fez seu segundo gol pelos seagulls em 4 de setembro, na boa vitória por 5–2 sobre o Leicester na 6ª rodada da Premier League de 2022–23.
Caicedo terminou a época com 37 jogos dos 38 do Campeonato Inglês, marcou 1 gol e fez 1 assistência. Também tem números impressionantes: foram 100 desarmes, 56 interceptações e 88.77% de passes certos entre os 1961 feitos.

### Chelsea
Moisés Caicedo foi anunciado oficialmente pelo Chelsea em 14 de agosto e assinou contrato válido até junho de 2031, com opção de extensão por mais um ano. O clube pagou 100 milhões de libras mais 15 milhões em bônus relacionados ao desempenho (equivalente a 719 milhões de reais), sendo esta a contratação mais cara da história da Premier League.
Fez sua estreia pelos Blues em 20 de agosto, na derrota por 3–1 para o West Ham, na 2ª rodada da Premier League. Entrou aos 61 minutos no lugar de Ben Chilwell e não obteve um bom desempenho assim como todo o time.

## Seleção Equatoriana

### Principal

#### 2020
Caicedo fez sua estreia pela Seleção Principal do Equador em 9 de outubro de 2020, na derrota de 1 a 0 para Argentina, válido pelas Eliminatórias da Copa do Mundo de 2022.
Fez seu 1° gol pelo Equador na vitória de 4 a 2 sobre o Uruguai em 13 de outubro de 2020 no Estádio Rodrigo Paz Delgado, tendo batido dois recordes com esse gol: jogador mais jovem a marcar um gol pela Seleção Equatoriana e o mais jovem no século 21 a marcar um gol nas eliminatórias da Conmebol. Em 12 de novembro, na vitória por 3 a 2 sobre a Bolívia, teve uma atuação de destaque ao dar assistência para os dois primeiros gols do Equador, feitos por Beder Caicedo e Ángel Mena, respectivamente.

#### 2021
Em 10 de junho, foi um dos 28 convocados por Gustavo Alfaro para disputar a Copa América de 2021. Em 29 de agosto foi novamente convocado, para três jogos das eliminatórias: contra Paraguai, Chile e Uruguai. Fez seu segundo gol pelo Equador na vitória de 2–0 sobre Chile na 14ª rodada das eliminatórias, fechando o placar.

#### 2022
Em 18 de março, foi um dos convocados para as rodadas finais das eliminatórias contra Paraguai e Argentina. Apesar da derrota de 3–1 para o Paraguai, o Equador garantiu sua vaga na Copa do Mundo de 2022. Em 14 de novembro, foi um dos 26 convocados para representar o Equador na Copa do Mundo de 2022. Ao estrear pelo Equador, tornou-se juntamente com Piero Hincapié os primeiros jogadores nascidos no século XXI a disputar uma partida de Copa do Mundo, com a seleção equatoriana vencendo por 2–0 o Catar.

## Vida pessoal
Foi apelidado de "Novo Kanté", por ser fã de N'Golo Kanté e ter o mesmo estilo de jogo. Também é fã de Antonio Valencia, considerado um dos melhores jogadores da história do Equador e do Manchester United, escolhendo a camisa 25 do Brighton em sua homenagem (Valencia usava esse número no United).

## Estilo de jogo
Seu estilo é descrito como um meio-campista agressivo de box-a-box desde seus tempos de bases, que quando joga mais avançado, Caicedo tem a tarefa de cair entre os zagueiros. Seu bom passe nesta função varia de passes curtos para reciclar a posse na primeira linha da construção e passes mais ambiciosos para avançar a bola. Tambem é descrito com uma leitura impressionante do jogo e a capacidade de encontrar regularmente os ângulos para receber a bola e jogar através da primeira linha da imprensa tornam-no um jogador ideal para esta função.

## Estatísticas
Atualizados até dia 2 de outubro de 2022.

### Clubes
| Clube                   | Temporada         | Campeonato Nacional | Campeonato Nacional | Campeonato Nacional | Copa Nacional[a] | Copa Nacional[a] | Copa Nacional[a] | Competições Continentais[b] | Competições Continentais[b] | Competições Continentais[b] | Outros Torneios[c] | Outros Torneios[c] | Outros Torneios[c] | Total | Total | Total   |
| Clube                   | Temporada         | Jogos               | Gols                | Assist.             | Jogos            | Gols             | Assist.          | Jogos                       | Gols                        | Assist.                     | Jogos              | Gols               | Assist.            | Jogos | Gols  | Assist. |
| ----------------------- | ----------------- | ------------------- | ------------------- | ------------------- | ---------------- | ---------------- | ---------------- | --------------------------- | --------------------------- | --------------------------- | ------------------ | ------------------ | ------------------ | ----- | ----- | ------- |
| Independiente del Valle | 2019              | 3                   | 0                   | 0                   | 0                | 0                | 0                | —                           | —                           | —                           | —                  | —                  | —                  | 3     | 0     | 0       |
| Independiente del Valle | 2020              | 22                  | 4                   | 1                   | —                | —                | —                | 6                           | 2                           | 1                           | —                  | —                  | —                  | 28    | 6     | 2       |
| Independiente del Valle | 2021              | —                   | —                   | —                   | —                | —                | —                | —                           | —                           | —                           | —                  | —                  | —                  | 0     | 0     | 0       |
| Independiente del Valle | Total             | 25                  | 4                   | 1                   | 0                | 0                | 0                | 6                           | 2                           | 1                           | 0                  | 0                  | 0                  | 31    | 6     | 2       |
| Brighton & Hove Albion  | 2021–22           | 0                   | 0                   | 0                   | 1                | 0                | 1                | 0                           | 0                           | 0                           | —                  | —                  | —                  | 1     | 0     | 1       |
| Brighton & Hove Albion  | Total             | 0                   | 0                   | 0                   | 1                | 0                | 1                | 0                           | 0                           | 0                           | 0                  | 0                  | 0                  | 1     | 0     | 1       |
| Beerschot               | 2021–22           | 14                  | 1                   | 1                   | 1                | 1                | 0                | 0                           | 0                           | 0                           | 0                  | 0                  | 0                  | 14    | 2     | 1       |
| Beerschot               | Total             | 14                  | 1                   | 1                   | 1                | 1                | 0                | 0                           | 0                           | 0                           | 0                  | 0                  | 0                  | 14    | 2     | 1       |
| Brighton & Hove Albion  | 2021–22           | 8                   | 1                   | 1                   | 2                | 0                | 1                | 0                           | 0                           | 0                           | 0                  | 0                  | 0                  | 10    | 1     | 2       |
| Brighton & Hove Albion  | 2022–23           | 7                   | 1                   | 0                   | 0                | 0                | 0                | —                           | —                           | —                           | —                  | —                  | —                  | 7     | 1     | 0       |
| Brighton & Hove Albion  | Total             | 13                  | 1                   | 1                   | 1                | 0                | 0                | 0                           | 0                           | 0                           | 0                  | 0                  | 0                  | 17    | 2     | 2       |
| Total na carreira       | Total na carreira | 48                  | 6                   | 4                   | 3                | 1                | 1                | 6                           | 2                           | 1                           | 0                  | 0                  | 0                  | 53    | 10    | 6       |

- a. ^  Jogos da Copa da Liga Inglesa, Copa da Bélgica e Copa da Inglaterra
- b. ^ Jogos da Copa Libertadores da América
- c. ^

### Seleção
Atualizadas até dia 20 de novembro de 2022.[carece de fontes?]
| Ano   | Jogos | Gols | Assist. | Média |
| ----- | ----- | ---- | ------- | ----- |
| 2020  | 4     | 1    | 3       | 1,00  |
| 2021  | 13    | 1    | 1       | 0,11  |
| 2022  | 9     | 0    | 0       | 0,00  |
| Total | 26    | 2    | 4       | 0,23  |

## Títulos

#### Chelsea
- Liga Conferência da UEFA: 2024–25[51]
- Mundial de Clubes FIFA: 2025[52]

### Prêmios individuais
- Jogador do Ano do Chelsea: 2024–25 [53]
- Bola de Bronze da Copa do Mundo de Clubes da FIFA: 2025 [54]